# Poldervaart Edge
Poldervaart Edge är en bergstopp i Antarktis. Den ligger i Östantarktis. Argentina och Storbritannien gör anspråk på området. Toppen på Poldervaart Edge är 1 300 meter över havet.
Terrängen runt Poldervaart Edge är platt västerut, men österut är den kuperad. Terrängen runt Poldervaart Edge sluttar söderut. Trakten är obefolkad. Det finns inga samhällen i närheten.